# Стервятник (Marvel Comics)
Стервя́тник (англ. Vulture), настоящее имя — Э́дриан Тумс (англ. Adrian Toomes) — суперзлодей комиксов издательства Marvel Comics. Тумс — изобретательный гений-маньяк, создавший специальный костюм, который позволяет ему летать с огромной скоростью. Перейдя в преступную жизнь, он стал постоянным врагом супергероя Человека-паука и одним из основателей Зловещей шестёрки. Также мантию Стервятника принимали и другие персонажи.
С момента своего появления в комиксах персонаж был адаптирован в телевизионных сериалах и видеоиграх. Майкл Китон исполнил роль Эдриана Тумса / Стервятника в фильме «Человек-паук: Возвращение домой» (2017), входящем в медиафраншизу «Кинематографическая вселенная Marvel» (КВМ), и в фильме «Морбиус» (2022), входящем в медиафраншизу «Вселенная Человека-паука от Sony» (SSU).

## История публикаций
Самый первый Стервятник Эдриан Тумс был создан Стэном Ли и Стивом Дитко и впервые появился в The Amazing Spider-Man #2 (май 1963).

## Биография

### Золотой век комиксов
В Young Men #26 человек по имени Исидоро Скарлотти взял имя Стервятник и был врагом оригинального Человека-факела и Торо.

### Эдриан Тумс
Эдриан Тумс очень рано потерял родителей и был воспитан старшим братом Маркусом. Мальчик был довольно умён, что отмечали его учителя в школе. Став взрослым, Эдриан стал инженером-электроником и деловым партнёром Грегори Бестмена. Тумс изобрёл боевой костюм, который позволил ему летать в небе, словно птице. Вскоре он узнал, что Бестмен продал его долю в компании. Во время физического противостояния, Тумс обнаружил, что костюм усиливает его физические возможности. Тем не менее он не смог вернуть свою долю и отошёл от дел. Будучи уже стариком он усовершенствовал свой костюм. Он ограбил офис и завод Бестмена, пытаясь найти доказательства его вины, но все его попытки оказались тщетными. Тумс встал на путь зла и стал действовать под именем Стервятник.
Впервые Человек-паук столкнулся с ним, когда тот занимался воздушным пиратством. Супергерою нужны были снимки Стервятника, чтобы получить большую денежную награду в «Дейли Бьюгл». Тумс легко победил его, сбросив в водонапорную башню. Перед этим он предупредил полицию, что украдёт бриллианты прямо у них из под носа. Человек-паук, разгадав технологию Стервятника, изобрёл устройство для борьбы с ним. Вскоре он победил злодея и отправил его в тюрьму. Находясь в заточении, Тумсу всё же удалось построить изменённую версию своего костюма и сбежать из тюрьмы. Он попытался ограбить «Дейли Бьюгл», но был остановлен Человеком-пауком. Немного позже Стервятник присоединился к Зловещей шестёрке Доктора Осьминога и дал объявление в «Дейли Бьюгл», что они похитили Бетти Брант. Стервятник был вторым из Зловещей шестёрки с кем столкнулся Человек-паук перед битвой с Доктором Осьминогом. Стервятник был посажен в тюрьму.
Позже Тумс начал думать, что он медленно умирает. Он показал местоположение ещё одного боевого снаряжения Стервятника своему сокамернику Блэки Драго. Тот признался, что обманул Тумса и сбежал из тюрьмы. Он стал помышлять воздушным пиратством и вместе с Крейвеном-охотником напал на Человека-паука. Вскоре Тумс вышел из тюрьмы и победил Драго и Человека-паука. Он унизил бандита мистера Моргана, который затем нанял киллера Хитмэна, чтобы убить его и Человека-паука. Некоторое время спустя Стервятник организовал убийство лучших гангстеров Нью-Йорка, чтобы занять их место, а также сражался с Пауком. Позже сбежал из тюрьмы и вновь сражался с ним. Однажды Тумс вновь попытался жестоко отомстить своему бывшему коллеге Бестмену, а также сражался с группой Стервятников, присвоивших себе его изобретение. Он продолжил осуществлять свои преступления и был частью Зловещей шестёрки и Зловещей дюжины.
Однажды Тумс завёл крепкую дружбу с инвалидом Нейтаном Лубенским, ставшим новой любовью Мэй Паркер, однако, когда Тумс в костюме Стервятника взял её в заложницы, Нейтан попытался остановить его и погиб от сердечного приступа. Ощущая свою вину, Тумс умолял Мэй простить его и вновь сразился с Человеком-пауком, после чего отправился в тюрьму. Желая излечиться от рака, Тумс изобрёл устройство человеческого омоложения и похитил молодость Человека-паука. Позже он вновь превратился в старика и поглотил молодость андроида Мэри Паркер, за что был избит Человеком-пауком и вернулся в тюрьму. Впоследствии Тумс вновь стал стариком.

### Раньеро «Блэки» Драго
Раньеро «Блэки» Драго был тюремным сокамерником Эдриана Тумса. Обманом он украл снаряжение Стервятника, которое было недавно полностью восстановлено. С его помощью он начал зарабатывать деньги путём воздушного пиратства, которое привело к борьбе с Человеком-пауком и Крейвеном-охотником. Последний, узнав, что Стервятник одолел Человека-паука, хотел доказать, что он был первым кто победил супергероя. На самом же деле Человек-паук не погиб в бою со Стервятником, а просто потерял сознание. Позже супергерою удалось победить обоих и отправить их за решётку.
Позднее Драго объединился с Тумсом, чтобы сбежать из тюрьмы, однако тот помог ему лишь затем, чтобы доказать, что он — истинный Стервятник. Тумс одолел его, после чего Блэки вновь попал в руки полиции. Блэки был замечен в той же тюрьме, что и Норман Озборн в сюжете Зловещая дюжина.

### Клифтон Шэллот
Клифтон Шэллот был экспертом в области по био-мутации и профессором в Empire State University. Он также имел крылья и костюм Стервятника, реквизированные из Государственной тюрьмы. Когда одна из его лекций была отменена, Шэллот перешёл в заключительную стадию мутации и полностью сросся с костюмом Стервятника. Единственными кто знал его секрет были лаборант Кристин Мэрроу и её соседка Глория Дженкинс.
Мэри Джейн Уотсон стала невольным свидетелем убийства Глории и потому Стервятник стал охотиться на неё. Во время преследования он столкнулся с Человеком-пауком и победил его, после чего оставил умирать. Затем Шэллот начал искать способ вернуть себе свой человеческий облик. Для этого он украл некоторые химические вещества. На следующий день он заметил Мэри Джейн и схватил её, однако появился Человек-паук и Клифтон сбросил её с большой высоты. Пока Человек-паук занимался её спасением, Клифтон направился в лабораторию Кристины и попытался убить её, но был остановлен Пауком. Шэллот вернулся в свою лабораторию и вновь превратился в человека. Он обещал пощадить Кристин, если она не раскроет его тайну. Во время кражи химических веществ он заметил, что за ним следит Питер Паркер, после чего Клифтон сбросил его в воду. Затем он снова увидел Мэри Джейн и попытался её убить, но Человек-паук снова спас её, а Стервятник сбежал. Вернувшись в лабораторию он вновь сразился с Человеком-пауком, который вернул ему человеческий облик, после чего Шэллот упал в обморок. Предположительно отбывает большой срок в тюрьме.

### Стервятники
Находясь в тюрьме за употребление героина, инженер по имени Хончо стал сокамерником Эдриана Тумса. От него он узнал о костюме Стервятника. Хончо был освобождён условно досрочно и построил четыре таких костюма для себя и трёх начинающих бандитов. Вместе они стали называть себя Стервятники. Пытаясь сделать себе имя, Стервятники сделали несколько попыток ограбления и убийства Человека-паука, но всякий раз были повержены им. Узнав о подражателях, Эдриан Тумс сбежал из тюрьмы и построил себе новый костюм Стервятника, после чего он жестоко избил их и попытался убить, но был остановлен Человеком-пауком.
Новая группа Стервятников появилась в Avengers: The Initiative, где они попытались украсть разработки барона фон Блицшлага. Одним из них оказался сбежавший из тюрьмы Хончо. Они были остановлены и побеждены Питером Паркером и Алыми Пауками.

### Джимми Натале
Новый Стервятник появился в The Amazing Spider-Man #592. Он является мутировавшим вигилантом, который безжалостно убивает и полностью съедает преступников. Во время первого сражения с Человеком-пауком, Новый Стервятник временно ослепил его, плюнув кислотой в его лицо. Во втором сражении Человек-паук одолел его на стадионе Янки.
В сюжете Перчатка Новый Стервятник сбегает из тюрьмы и собирается избавиться от людей, виновных в его превращении. Выясняется, что его настоящее имя — Джимми Натале, а также то, что Джей Джона Джеймсон был виновен в его мутации. Недолгое время состоял в команде Доктора Осьминога. Джимми был послан убить Карателя, однако погиб в бою с ним.

## Силы и способности
Используя своё приспособление, Стервятник в состоянии летать словно птица. Он носит синтетический костюм, электромагнитный ремень безопасности с зелёными крыльями, похожими на птичьи. Ремень состоит из электромагнитного генератора антигравитона, повешенного на тело как ремень безопасности, позволяющий ему летать тихо с высокоточной манёвренностью. Ремень безопасности также увеличивает его сопротивление к смертельным ранам. Другой побочный эффект — то, что несмотря на свой возраст, физическая сила Стервятника представляет собой верхний предел человеческого развития. Когда он снимает ремень безопасности, некоторые из его увеличенных способностей медленно исчезают. Стервятник немолод и зависит от своего электромагнитного ремня безопасности, который увеличивает его силу, живучесть, и спортивное мастерство так же для поддержки своей живучести. Стервятник — отличный специалист в вопросах электроники и машиностроения, а также очень талантливый изобретатель. Имеет степень магистра по электротехнике. Однажды Тумс изобрёл прибор, с помощью которого смог на некоторое время восстанавливать свою молодость. Джимми Натале может не просто летать, но и плеваться кислотой.

## Альтернативные версии

### Marvel 1602
Во вселенной Marvel 1602, группа воинов, работающих на Отто фон Дума и называющих себя Стервятники-лётчики, носит броню, напоминающую костюм Стервятника.

### MC2
Во вселенной MC2 выясняется, что у Блэки есть дочь по имени Бренда Драго, также известная как Раптор.

### Marvel 2099
Во вселенной Marvel 2099 появляется новый Стервятник, который становится врагом Человека-паука 2099. Этот Стервятник носит передовые боевые доспехи и является невменяемым каннибалом, стремящимся к господству в небе. Во время своего первого появления Стервятник спасает Человека-паука от бандитов и предлагает ему союз. Супергерой наотрез отказывается, поняв, что Стервятник — каннибал. Впоследствии Стервятник и его последователи «Шизики» нападают на Человека-паука, но тот побеждает их.
Когда оригинальный Человек-паук попадает в мир Человека-паука 2099, он сталкивается со Стервятником 2099 и побеждает его перед встречей со своим преемником.

### День М
В этой вселенной Стервятник — один из друзей Носорога, которые помогли ему атаковать и схватить Нормана Озборна, за то что тот разрушил жизнь Носорога.

### Земля X
В реальности Земля X Эдриан Тумс мутировал в настоящего Стервятника с крыльями, когтями и клювом, в связи с действием Тумана Терригена. Он является частью группировки Громилы, элитных телохранителей президента США Нормана Озборна.

### Marvel Zombies
Во втором выпуске Marvel Zombies можно заметить зомбированного Эдриана Тумса, который позже помогает в нападении на Серебряного Сёрфера. Казалось бы он погиб в бою с ним. В Marvel Zombies #3 он оказался живым и вместе с Ангелом, Соколом и Клювом участвовал в нападении на Человека-машину и Иокасту из вселенной 616. Тогда же он был убит зомбированным Человеком-пауком, который раздавил его череп ногой.
В приквеле к Marvel Zombies под названием Marvel Zombies: Dead Days, Стервятник является частью зомбированной Зловещей шестёрки вместе с Зелёным гоблином, Доктором Осьминогом, Электро и Мистерио, и помогает им в нападении на жителей Нью-Йорка.

### Ultimate Marvel
Впервые Ultimate Стервятник появился в Ultimate Spider-Man #90. Он был изображён Марком Багли, а его образ напоминал британского актёра Джейсона Стейтема, согласно словам Брайана Майкла Бендиса. В этой версии Стервятника зовут Блэки Драго. Когда-то он был агентом Щ.И.Т.а и получил задание устранить Дональда Роксона, главу «корпорации Роксон». Он получил своё оборудование от бывшего сотрудника корпорации Тинкерера. Тем не менее, Стервятник был остановлен Человеком-пауком и помещён в Трискелион. Когда Зелёный гоблин сбежал из мест заточения, он освободил из тюрьмы других преступников, в том числе и Стервятника. Позднее Стервятник совершил ограбление, но был задержан Женщиной-пауком и Человеком-факелом.
В сюжете комикса Смерть Человека-паука Стервятник был вновь освобождён из мест заключения Норманом Озборном и присоединился к Зловещей шестёрке. Они должны были помочь Норману Озборну убить Питера Паркера, более известного как Человек-паук. Когда Доктор Осьминог наотрез отказывается убивать Питера, Норман Озборн убивает его. Остальные же злодеи направляются к дому Питера Паркера в Квинсе. После сражения с Пауком, Электро собирается добить Человека-паука, но появляется тётя Мэй и подстреливает его. В результате короткого замыкания Электро издаёт мощный электрический импульс, при этом теряя сознание и сражая Крейвена-охотника, Песочного человека и Стервятника наповал.
Ultimate Эдриан Тумс впервые появился в Ultimate Spider-Man #125, в качестве сотрудника Боливара Траска. Он и его коллеги собирались отделить Эдди Брока от Венома, однако в лабораторию проник Жук и усыпил учёных.

### Marvel Noir
Во вселенной Marvel Noir Стервятник показан как бывший цирковой фрик, который жил в клетке и питался куриными головами. В дальнейшем он стал одним из наёмных убийц на службе босса мафии Зелёного гоблина. Он был ответственен за смерть Бена Паркера. Он взял Мэй Паркер в заложники, но был остановлен и убит Человеком-пауком.

## Вне комиксов

### Телевидение
- Первое появление Стервятника вне комиксов состоялось в мультсериале «Человек-паук» 1967 года. Здесь под личностью суперзлодея скрывается Блэки Драго.
- Стервятник появляется в мультсериале «Человек-паук» 1981 года, где его озвучил Дон Мессик. В этом мультсериале у него также есть помощница — его внучка.

Стервятник в мультсериале «Человек-паук» 1994 года

- В мультсериале «Человек-паук» 1994 года Эдриан Тумс впервые появляется в самом конце эпизода «Неуловимое время», где приобретает у Кувалды артефакт, способный возвращать молодость людям. В сериях «Крик Стервятника» и «Последний Неогенный кошмар» Тумс выступает в качестве Стервятника и создаёт себе оборудование из плиты времени. С помощью своих когтей он может на некоторое время высасывать жизненные силы людей превращая их таким образом в стариков и старух, и возвращать себе молодость. Его целью является Норман Озборн, который пытается забрать его компанию. Стервятник сталкивается с Человеком-пауком и забирает его молодость в своей старости, однако вместе с тем он перенимает его мутировавшие клетки. Он объединяется со Скорпионом и заставляет доктора Курта Коннорса вернуть Человеку-пауку его мутировавшие клетки, однако тот возвращает Человеку-пауку его молодость, а заражённые клетки остаются у Стервятника, из-за чего тот медленно превращается в монстра. В серии «Напарники» выясняется, что он был схвачен Скорпионом, и каким-то образом избавился от превращений в монстра. Освободившись, Стервятник забрал жизненную силу Сильвермейна, когда тот был ребёнком, тем самым вернув себе свою молодость навсегда. В эпизоде «Шесть забытых воинов 1-5» Стервятник стал новым членом второй Зловещей шестёрки Амбала, заменив погибшего при взрыве собственной опорной базы Мистерио. В конце концов Стервятник и другие члены Зловещей шестёрки были арестованы.
- Версия Стервятника с Анти-Земли появляется в мультсериале «Непобедимый Человек-паук», где его озвучил Скотт Макнил. В отличие от оригинального Стервятника, Анти-Стервятник является героем и повстанцем против Высшего Разума. Он помогает Человеку-пауку, прибывшему на его планету.
- Роберт Инглунд озвучил Стервятника в мультсериале «Новые приключения Человека-паука».[44] В прошлом Эдриан Тумс был инженером-электроником, который создавал оружие для «Oscorp», но когда Норман Озборн уволил его, решил жестоко отомстить ему и стал работать с Громилами. Был дважды членом Зловещей шестёрки Доктора Осьминога. Создал для себя специальное приспособление, позволяющее ему летать и наделяющее особой защитой. В русском переводе мультсериала назван Грифом.
- Стервятник появляется в 3 сезоне мультсериала «Великий Человек-паук», где его озвучивает Томас Кенни. Здесь он представлен как таинственный вор, причиняющий беспокойство жителям Нью-Йорка. Человек-паук разыскивает его и обнаруживает, что это молодой человек Эдриан Тумс, с провалами в памяти. Участвовал в команде Таскмастера во время нападения на Трисскелион — штаб-квартиру «Паутинных Воинов» (Таскмастер пообещал рассказать взамен всё о его прошлом ему). В 4 сезоне был членом четвёртой Зловещей шестёрки Доктора Осьминога, превращён в киборга и порабощён Доктором Осьминогом. В заключительном эпизоде «Грандиозный день: часть 2» Паук вылечивает его от мутации антидотом Доктора Осьминога, и он становится обычным человеком.
- Стервятник появляется в мультсериале «Человек-паук» 2017 года. Во втором сезоне он становится главным антагонистом в обличии «Короля гоблинов».

### Кино

Эдриан Тумс в костюме Стервятника в фильме «Человек-паук: Возвращение домой» (2017)

- Во время создания фильма «Человек-паук 3: Враг в отражении» Бен Кингсли рассматривался на роль Стервятника, но продюсер Ави Арад убедил режиссёра Сэма Рэйми сделать главным злодеем фильма Венома.
- В декабре 2009 года стало известно, что с Джоном Малковичем ведутся переговоры о роли Стервятника в готовящемся фильме «Человек-паук 4»[45] в качестве главного суперзлодея в фильме, что сам Малкович подтвердил в январе 2010 года[46]. Производство фильма было отменено, а серия фильмов о Человеке-пауке была перезагружена, начиная с фильма 2012 года «Новый Человек-паук» Марка Уэбба[47].
- В фильме «Новый Человек-паук: Высокое напряжение» можно увидеть крылья Стервятника вместе с щупальцами Доктора Осьминога.
- В фильме «Человек-паук: Возвращение домой», происходящем в Кинематографической вселенной Marvel, Стервятника сыграл Майкл Китон. Эдриан Тумс возглавлял команду по устранению разрушений после битв супергероев, но, когда Тони Старк лишил Тумса бизнеса, Эдриан и его сообщники начали создавать из приобретённых технологий пришельцев боевое оружие и продавать его преступникам. Эдриан изобрёл боевой костюм и механизированные крылья, с помощью которых грабил Департамент Ликвидации Последствий. Стервятник был остановлен Человеком-пауком, но узнал тайну личности супергероя — Питера Паркера, одноклассника дочери Тумса Лиз Аллан. Тумс был посажен в тюрьму Рафт. Позже к нему приходит Мак Гарган и спрашивает о личности героя, но Тумс отрицает, что знает о ней.
- Китон вновь исполнил роль Тумса в фильме «Морбиус»[48][49].
- Вариант Стервятника по имени Адриано Тумино, основанный на Исидоро Скарлотти и Эдриане Тумсе, появляется в анимационном фильме «Человек-паук: Паутина вселенных» (2023), его озвучил Йорма Такконе[50].

### Видеоигры
- Стервятник появляется в игре для Sega Mega-CD под названием The Amazing Spider-Man vs. The Kingpin.
- В Spider-Man: Return of the Sinister Six он является четвёртым боссом.
- Стервятник появляется в игре Spider-Man: The Animated Series 1995 года, по мотивам одноимённого мультсериала.
- В игре Spider-Man по мотивом одноимённого фильма 2002 года Стервятника озвучивает Дуайт Шульц. По сюжету он вместе с Шокером грабит ювелирный магазин. После победы над Шокером Человек-паук преследует Стервятника до башни с часами, где и побеждает его.
- Стервятник появляется как босс в версии игры для Nintendo DS игры «Человек-паук 2». Также он появляется в версии для PSP, где его вновь озвучивает Дуайт Шульц.
- Эдриан Тумс появляется в игре Ultimate Spider-Man, по мотивам одноимённого комикса. Здесь он является помощником Боливара Траска. С его слов можно предположить, что он некогда работал с Броком-старшим. Он был рядом с Питером Паркером во время его превращения в Карнажа, однако не уточняется, жив он или нет.
- Стервятник появляется в игре Spider-Man: Web of Shadows, где его озвучивает Кристофер Табори. Стервятник являлся поставщиком глайдеров наподобие Зелёного гоблина, но его остановил Человек-паук. Позже он (если выбрать злую сторону) относит Человека-паука в тюрьму АРК дабы освободить Тинкерера. Во время упорного отражения симбиотов у башни Старка на Стервятника нападает куча симбиотов, которые постепенно заражают его. Крылья Тумса в этой версии представляют из себя 10 толстых четырёхсторонних лезвий, которые могут использоваться как метательное оружие.
- Стервятник является противником Человека-паука Нуар в игре Spider-Man: Shattered Dimensions, в которой его озвучивает Стивен Блум. Как и в комиксах, Нуар Стервятник представлен как уродливый каннибал, который является правой рукой Нормана Озборна. Человек-паук отмечает, что Стервятник не просто убил дядю Бена, но и полностью съел его. В бою Стервятник использует метательные ножи, бомбы и сюрикены. Был побеждён Человеком-пауком Нуар. В версии для Nintendo DS также присутствует Стервятник из вселенной 2099, который является противником Человека-паука 2099.
- Он выступает в качестве одного из боссов игры Marvel: Avengers Alliance.
- Нолан Норт озвучивает Стервятника в игре LEGO Marvel Super Heroes.
- В игре The Amazing Spider-Man 2 в здании Озкорп можно найти крылья костюма Эдриана Тумса.
- В игре Marvel’s Spider-Man (2018) персонажа озвучил Дуайт Шульц, в российской локализации — Илья Исаев. После освобождения из тюрьмы Рафт вступил в Зловещую шестёрку. Согласился помочь Доктору Осьминогу в уничтожении бизнеса Нормана Озборна в обмен на излечение от рака спинного мозга, который получил из-за сильного излучения двигателя своего костюма. Вместе с Электро был побеждён Человеком-пауком в бою на электростанции Oscorp[51][52].
- Появляется в двух версиях в игре LEGO Marvel Super Heroes 2
- Карта «Стервятник» и её вариации доступна в Marvel Snap.
- Стервятник упоминается в игре Spider-Man 2 (2023). Сергей Кравинов рассматривает его как потенциального противника, в бою с которым он мог бы встретить достойную смерть. Люди Кравинова похищают Тумса и заставляют сразиться с охотником против его воли; в конечном итоге Стервятник погибает от руки Крейвена[53].